# 長裸頂鯛
長裸頂鯛（学名：Gymnocranius elongatus），又稱長身白鱲，俗名龍尖，为龍占魚科裸頂鯛屬下的一个种。

## 分布
本魚分布於印度西太平洋區，包括東非、馬達加斯加、模里西斯、塞席爾群島、葛摩、馬爾地夫、斯里蘭卡、印度、孟加拉灣、安達曼海、日本、台灣、中國、泰國、越南、馬來西亞、印尼、澳洲、柬埔寨、新幾內亞、菲律賓、索羅門群島等海域。

## 深度
水深50至100公尺。

## 特徵
本魚眼大，體呈銀色，背部略帶褐色。體側有8條褐色的橫帶，不甚明顯，第一條通過眼睛，其餘的位於在背鰭之下至尾柄間。各鰭為橘紅色，尾鰭有時具紅邊。背鰭硬棘10枚、軟條10枚；臀鰭硬棘3枚、軟條10枚。側線鱗片數47至48枚。體長可達35公分。

## 生態
本魚棲息在具沙泥底質或岩礁外緣的海域，屬肉食性，以甲殼類、魚類或頭足類為食。

## 經濟利用
美味的食用魚，可做成生魚片、煮湯或紅燒食用。